# Xylocopa loripes
Xylocopa loripes är en biart som beskrevs av Smith 1874. Xylocopa loripes ingår i släktet snickarbin, och familjen långtungebin. Inga underarter finns listade i Catalogue of Life.